# Interacció espín-òrbita

Estructura fina i hiperfina en hidrogen (no a escala).

En física quàntica, la interacció espín-òrbita (també anomenada efecte espín-òrbita o acoblament espín-òrbita) és una interacció relativista del espín d'una partícula amb el seu moviment dins d'un potencial. Un exemple clau d'aquest fenomen és la interacció espín-òrbita que condueix a canvis en els nivells d'energia atòmica d'un electró, a causa de la interacció electromagnètica entre el dipol magnètic de l'electró, el seu moviment orbital i el camp electroestàtic del nucli carregat positivament. Aquest fenomen es detecta com una divisió de línies espectrals, que es pot considerar com un efecte Zeeman producte de dos efectes relativistes: el camp magnètic aparent vist des de la perspectiva de l'electró i el moment magnètic de l'electró associat al seu espín intrínsec. Un efecte similar, a causa de la relació entre el moment angular i la força nuclear forta, es produeix per als protons i neutrons que es mouen dins del nucli, donant lloc a un canvi en els seus nivells d'energia en el model de la capa del nucli. En el camp de l'espintrònica, s'exploren els efectes d'espín-òrbita per als electrons en semiconductors i altres materials per a aplicacions tecnològiques. La interacció espín-òrbita està a l'origen de l'anisotropia magnetocristal·lina i de l'efecte Hall de spin.Per als àtoms, la divisió del nivell d'energia produïda per la interacció espín-òrbita sol ser del mateix ordre en mida que les correccions relativistes a l'energia cinètica i l'efecte Zitterbewegung. L'addició d'aquestes tres correccions es coneix com l'estructura fina. La interacció entre el camp magnètic creat per l'electró i el moment magnètic del nucli és una correcció més lleugera dels nivells d'energia coneguts com a estructura hiperfina.